# Abeno-jinja
L'Abeno-jinja (阿部野神社) est un sanctuaire shinto situé dans l'arrondissement Abeno-ku d'Osaka au Japon. Son principal festival se tient tous les 24 janvier. Il est fondé en 1882 et héberge les kamis de Kitabatake Chikafusa et Kitabatake Akiie. C'est l'un des quinze sanctuaires de la restauration de Kenmu.

## Source de la traduction
- (en) Cet article est partiellement ou en totalité issu de l’article de Wikipédia en anglais intitulé « Abeno Shrine » (voir la liste des auteurs).